# Безсонівка
Безсо́нівка (рос. Бессоновка) — село в Бєлгородському районі Бєлгородської області, Росія. Адміністративний центр Безсонівского сільського поселення.
Село розташоване за 21 км на південний захід від міста Бєлгород.
На північній околиці знаходяться витоки річки Уди, басейн Сіверського Дінця. Працює птахофабрика.

## Історія
27 березня 2024 року російські літаки скинули у районі села ФАБ-500.  
28 березня 2024 року між селами Безсонівка та Весела Лопань у Бєлгородському районі виявили кориговану авіабомбу на 1,5 тонни у тротиловому еквіваленті. Її "впустив" бомбардувальник Росії. Дорогу між селами перекрили, коли виявили КАБ-1500.

## Населення
Населення станом на 1 січня, року:
| Рік       | 2002 | 2010  |
| --------- | ---- | ----- |
| Населення | 3024 | ▲3065 |